# Thomas Ambrosius
Thomas Ambrosius (* 14. Juli 1969 in Viborg) ist ein ehemaliger dänischer Fußballspieler auf der Position eines Stürmers.

## Karriere
Thomas Ambrosius begann seine Karriere in der Jugend von Viborg FF, wo er bis 1994 spielte. Nach nur einem Jahr bei Aarhus GF (elf Spiele und drei Tore), ging er zum BK Herning Fremad. Dort verbrachte er seine Karriere von 1995 bis 1999. Im Jahr 2000 wechselte Ambrosius vom FC Midtjylland zum damaligen österreichischen Bundesligisten SW Bregenz, wo er auf Anhieb zum besten Torschützen seines Vereins avancierte und mit 14 Toren den vierten Platz in der Torschützenliste belegte.
2001 wechselte er daraufhin Ligaintern zum gerade aufgestiegenen FC Kärnten, wo er jedoch nicht mehr an seine Torquote aus der Debütsaison in Bregenz anknüpfen konnte. In der Winterpause der Spielzeit 2003/04 ging er in Folge für ein halbes Jahr zum Zweitligisten BSV Juniors Villach, um danach aufgrund anhaltender körperlicher Beschwerden seine Profikarriere zu beenden.
Danach spielte er noch bis 2008 zusammen mit Spielern wie Marc Rieper und Flemming Povlsen für die „Old-Boys-Mannschaft“ von Aarhus GF, mit denen er zweimal (2004 & 2006) die Seniorenmeisterschaft gewinnen konnte.

## Erfolge
- 1 × Meister 1. Division (Fußball, Dänemark): 2000
- 2 × Torschützenkönig 1. Division (Fußball, Dänemark): 1992, 1998[4]